# Campionat de Catalunya de natació - 100 metres papallona
Els 100 metres papallona és una prova del Campionat de Catalunya de natació que es realitza des de la temporada 1960 en categoria masculina i 1953 en categoria femenina, organitzada per la Federació Catalana de Natació (FCN). La modalitat de papallona fou la darrera de les quatre modalitats de la natació en incorporar-se al calendari de competició. L'any 1953 començà a disputar-se la prova de 200 metres en categoria masculina i la de 100 metres en categoria femenina. L'any 1960 es disputà de forma aïllada la prova de 100 metres en categoria masculina, però no fou fins 1967 quan de forma definitiva tant homes com dones competiren en les dues proves fins a l'actualitat.
La primera vencedora de la prova fou la nedadora del CN Barcelona Elena Azpelicueta Román, que guanyà amb un temps d'un minut i 33 segons. Sis anys més tard, Carme Ramos Lombardero, del Montjuïc, guanyà baixant per primer cop del minut i mig (1:27.1). El 1972 Aurora Chamorro i Gual del CN Poble Nou fou la primera guanyadora que baixà del minut i deu segons (1:08.6). La primera edició masculina es disputà l'any 1960 i fou guanyada per Jordi Cugueró Orad del CN Barcelona (1:10.5). Després d'un parèntesi de sis anys, el 1967 guanyà el nedador del CN Banyoles Joaquim Pujol Simón (1:02.9). El primer home que guanyà baixant del minut fou Josep Bonet Campos, del Barceloneta, l'any 1974.
Fins a l'any 2023, en categoria masculina, Daniel Morales Robert amb 5 campionats i Roger Font Garcia amb 4 són els nedadors amb més títols. En categoria femenina, Aurora Chamorro i Gual i Judit Ignacio i Sorribes foren campiones 6 cops i Mònica Cuervo Muñoz 5 vegades.

## Historial
| Edició   | Data    | Competició masculina               | Competició masculina               | Competició masculina               | Competició femenina     | Competició femenina | Competició femenina | refs.       |
| Edició   | Data    | Campió                             | Club                               | Temps                              | Campiona                | Club                | Temps               | refs.       |
| -------- | ------- | ---------------------------------- | ---------------------------------- | ---------------------------------- | ----------------------- | ------------------- | ------------------- | ----------- |
| XXXIV    | 1953    | la prova masculina començà el 1960 | la prova masculina començà el 1960 | la prova masculina començà el 1960 | Elena Azpelicueta       | CN Barcelona        | 1:33.0              | [ 2 ] [ 3 ] |
| XXXV     | 1954    | la prova masculina començà el 1960 | la prova masculina començà el 1960 | la prova masculina començà el 1960 | Elena Azpelicueta       | CN Barcelona        | 1:34.8              | [ 2 ] [ 3 ] |
| XXXVI    | 1955    | la prova masculina començà el 1960 | la prova masculina començà el 1960 | la prova masculina començà el 1960 | Elena Azpelicueta       | CN Barcelona        | 1:32.8              | [ 2 ] [ 3 ] |
| XXXVII   | 1956    | la prova masculina començà el 1960 | la prova masculina començà el 1960 | la prova masculina començà el 1960 | M. Dolors Amat Ortega   | CN Barcelona        | 1:33.7              | [ 2 ] [ 3 ] |
| XXXVIII  | 1957    | la prova masculina començà el 1960 | la prova masculina començà el 1960 | la prova masculina començà el 1960 | Carme Ramos             | CN Montjuïc         | 1:33.2              | [ 2 ] [ 3 ] |
| XXXIX    | 1958    | la prova masculina començà el 1960 | la prova masculina començà el 1960 | la prova masculina començà el 1960 | Maria Teresa Viñals     | CN Barcelona        | 1:32.1              | [ 2 ] [ 3 ] |
| XL       | 1959    | la prova masculina començà el 1960 | la prova masculina començà el 1960 | la prova masculina començà el 1960 | Carme Ramos             | CN Montjuïc         | 1:27.1              | [ 2 ] [ 3 ] |
| XLI      | 1960    | Jordi Cugueró Orad                 | CN Barcelona                       | 1:10.5                             | Carme Ramos             | CN Montjuïc         | 1:27.7              | [ 2 ] [ 3 ] |
| XLII     | 1961    | no es disputà entre 1961 i 1966    | no es disputà entre 1961 i 1966    | no es disputà entre 1961 i 1966    | Carme Ramos             | CN Montjuïc         | 1:26.5              | [ 2 ] [ 3 ] |
| XLIII    | 1962    | no es disputà entre 1961 i 1966    | no es disputà entre 1961 i 1966    | no es disputà entre 1961 i 1966    | Isabel Castañé          | CN Sabadell         | 1:26.3              | [ 2 ] [ 3 ] |
| XLIV     | 1963    | no es disputà entre 1961 i 1966    | no es disputà entre 1961 i 1966    | no es disputà entre 1961 i 1966    | Maria Ballesté          | CN Sabadell         | 1:12.0              | [ 2 ] [ 3 ] |
| XLV      | 1964    | no es disputà entre 1961 i 1966    | no es disputà entre 1961 i 1966    | no es disputà entre 1961 i 1966    | Maria Ballesté          | CN Sabadell         | 1:14.5              | [ 2 ] [ 3 ] |
| XLVI     | 1965    | no es disputà entre 1961 i 1966    | no es disputà entre 1961 i 1966    | no es disputà entre 1961 i 1966    | Maria Ballesté          | CN Sabadell         | 1:15.2              | [ 2 ] [ 3 ] |
| XLVII    | 1966    | no es disputà entre 1961 i 1966    | no es disputà entre 1961 i 1966    | no es disputà entre 1961 i 1966    | Maria Ballesté          | CN Sabadell         | 1:15.9              | [ 2 ] [ 3 ] |
| XLVIII   | 1967    | Joaquim Pujol Simón                | CN Banyoles                        | 1:02.9                             | Montserrat Tomàs        | CN Barcelona        | 1:16.2              | [ 2 ] [ 3 ] |
| XLIX     | 1968    | Joan Fortuny Vidal                 | CN Barceloneta                     | 1:01.0                             | Montserrat Tomàs        | CN Barcelona        | 1:17.4              | [ 2 ] [ 3 ] |
| L        | 1969    | Joaquim Pujol Simón                | CN Banyoles                        | 1:01.1                             | Aurora Chamorro         | CN Poble Nou        | 1:11.8              | [ 2 ] [ 3 ] |
| LI       | 1970    | Esteve Cardellach López            | CN Terrassa                        | 1:02.2                             | Aurora Chamorro         | CN Poble Nou        | 1:11.0              | [ 2 ] [ 3 ] |
| LII      | 1971    | Joaquim Pujol Simón                | CN Barceloneta                     | 1:02.9                             | Aurora Chamorro         | CN Poble Nou        | 1:10.2              | [ 2 ] [ 3 ] |
| LIII     | 1972    | Antoni Culebras                    | CN Sabadell                        | 1:01.1                             | Aurora Chamorro         | CN Poble Nou        | 1:08.6              | [ 2 ] [ 3 ] |
| LIV      | 1973    | Santiago Esteva Escoda             | Reus Deportiu                      | 1:02.5                             | Aurora Chamorro         | CN Poble Nou        | 1:08.5              | [ 2 ] [ 3 ] |
| LV       | 1974    | Josep Bonet Campos                 | CN Barceloneta                     | 59.8                               | Aurora Chamorro         | CN Poble Nou        | 1:08.3              | [ 2 ] [ 3 ] |
| LVI      | 1975    | Joan C. Núñez Pérez                | CN Sabadell                        | 1:02.4                             | Magda Camps             | CN Sabadell         | 1:09.0              | [ 2 ] [ 3 ] |
| LVII     | 1976    | Josep Bonet Campos                 | CN Barceloneta                     | 59.4                               | Magda Camps             | CN Sabadell         | 1:07.1              | [ 2 ] [ 3 ] |
| LVIII    | 1977    | Màrius Lloret Riera                | CN Barcelona                       | 59.8                               | Magda Camps             | CN Sabadell         | 1:06.7              | [ 2 ] [ 3 ] |
| LIX      | 1978    | Màrius Lloret Riera                | CN Barcelona                       | 59.2                               | Magda Camps             | CN Sabadell         | 1:05.8              | [ 2 ] [ 3 ] |
| LX       | 1979    | Manuel Garcia Jané                 | CN Montjuïc                        | 59.8                               | Sílvia Fontana Solà     | CN Sabadell         | 1:07.6              | [ 2 ] [ 3 ] |
| LXI      | 1980    | Manel Esteva Escoda                | CN Tarraco                         | 59.9                               | Carme Paredes Paul      | CN Sabadell         | 1:07.8              | [ 2 ] [ 3 ] |
| LXII     | 1981    | Albert Buxeda Mestre               | CN Sabadell                        | 59.62                              | Elisa Labori Cros       | CN Barcelona        | 1:07.26             | [ 2 ] [ 3 ] |
| LXIII    | 1982    | Albert Buxeda Mestre               | CN Sabadell                        | 59.2                               | Mònica Mateu Adzerias   | CN Sabadell         | 1:06.3              | [ 2 ] [ 3 ] |
| LXIV     | 1983    | Marc Verdaguer Jimeno              | CN Barcelona                       | 58.9                               | Íngrid Julià Inglés     | CN Sant Andreu      | 1:07.4              | [ 2 ] [ 3 ] |
| LXV      | 1984    | Marc Verdaguer Jimeno              | CN Barcelona                       | 57.33                              | Mònica Mateu Adzerias   | CN Sabadell         | 1:05.06             | [ 2 ] [ 3 ] |
| LXVI     | 1985    | Harri Garmendia                    | CN Montjuïc                        | 56.90                              | Marta García Echegaray  | CN Sant Andreu      | 1:07.18             | [ 2 ] [ 3 ] |
| LXVII    | 1986    | Harri Garmendia                    | CN Montjuïc                        | 56.15                              | Mònica Cuervo Muñoz     | CN Sabadell         | 1:04.10             | [ 2 ] [ 3 ] |
| LXVIII   | 1986-87 | Harri Garmendia                    | CN Montjuïc                        | 56.91                              | Montserrat Gomáriz      | CN Manresa          | 1:05.27             | [ 2 ] [ 3 ] |
| LXIX     | 1987-88 | Marc Verdaguer Jimeno              | CN Barcelona                       | 57.23                              | Montserrat Gomáriz      | CN Manresa          | 1:04.35             | [ 2 ] [ 3 ] |
| LXX      | 1988-89 | Roger Font Garcia                  | CN Manresa                         | 58.92                              | M. Luisa Fernández Díaz | CN Catalunya        | 1:03.07             | [ 2 ] [ 3 ] |
| LXXI     | 1989-90 | Adolf Coll Gil                     | CN Reus Ploms                      | 57.78                              | Bárbara Franco Solana   | CN Sabadell         | 1:04.09             | [ 2 ] [ 3 ] |
| LXXII    | 1990-91 | Roger Font Garcia                  | CN Manresa                         | 57.19                              | Mònica Cuervo Muñoz     | CN Sabadell         | 1:03.92             | [ 2 ] [ 3 ] |
| LXXIII   | 1991-92 | Marc Tolosa Soteras                | CN Igualada                        | 57.88                              | M. Luisa Fernández Díaz | CN Catalunya        | 1:04.57             | [ 2 ] [ 3 ] |
| LXXIV    | 1992-93 | Roger Font Garcia                  | CE Mediterrani                     | 56.59                              | Mònica Cuervo Muñoz     | CN Sabadell         | 1:03.89             | [ 2 ] [ 3 ] |
| LXXV     | 1993-94 | Roger Font Garcia                  | CN Montjuïc                        | 56.50                              | Mònica Cuervo Muñoz     | CN Sabadell         | 1:04.65             | [ 2 ] [ 3 ] |
| LXXVI    | 1994-95 | Carlos J. Sánchez                  | CN Sabadell                        | 55.83                              | Mònica Cuervo Muñoz     | CN Sabadell         | 1:04.01             | [ 2 ] [ 3 ] |
| LXXVII   | 1995-96 | Fco. José Porcar Puig              | CN Catalunya                       | 57.06                              | Natàlia Cabrerizo       | CN Montjuïc         | 1:05.07             | [ 2 ] [ 3 ] |
| LXXVIII  | 1996-97 | Daniel Morales Robert              | CN Granollers                      | 56.97                              | Esther Corbella Balmaña | CN Catalunya        | 1:04.40             | [ 2 ] [ 3 ] |
| LXXIX    | 1997-98 | Fco. José Porcar Puig              | CN Catalunya                       | 57.30                              | Mireia García Sánchez   | CN Hospitalet       | 1:04.10             | [ 2 ] [ 3 ] |
| LXXX     | 1998-99 | Daniel Morales Robert              | CN Granollers                      | 55.22                              | Esther Corbella Balmaña | CN Catalunya        | 1:05.53             | [ 2 ] [ 3 ] |
| LXXXI    | 1999-00 | Daniel Morales Robert              | CN Granollers                      | 55.90                              | Mireia Corachán         | CN Hospitalet       | 1:04.94             | [ 2 ] [ 3 ] |
| LXXXII   | 2000-01 | Brenton Cabello                    | CN Sant Andreu                     | 56.05                              | Elisab. Homet Sabata    | CN Sabadell         | 1:04.88             | [ 2 ] [ 3 ] |
| LXXXIII  | 2001-02 | Juan José Ulacia                   | CN Sabadell                        | 55.47                              | Mireia García Sánchez   | CN Hospitalet       | 1:02.01             | [ 2 ] [ 3 ] |
| LXXXIV   | 2002-03 | Juan José Ulacia                   | CN Sabadell                        | 55.33                              | Elisab. Homet Sabata    | CN Sabadell         | 1:03.99             | [ 2 ] [ 3 ] |
| LXXXV    | 2003-04 | Juan José Ulacia                   | CN Sabadell                        | 56.11                              | Elisab. Homet Sabata    | CN Sabadell         | 1:03.95             | [ 2 ] [ 3 ] |
| LXXXVI   | 2004-05 | Daniel Morales Robert              | CN Granollers                      | 56.19                              | Elisab. Homet Sabata    | CN Sabadell         | 1:04.44             | [ 2 ] [ 3 ] |
| LXXXVII  | 2005-06 | Daniel Morales Robert              | CN Mataró                          | 56.16                              | Mireia García Sánchez   | CN Hospitalet       | 1:00.22             | [ 2 ] [ 3 ] |
| LXXXVIII | 2006-07 | Dan Reverte Úbeda                  | CN Terrassa                        | 56.37                              | Laia Quintilla Modrego  | CE Mediterrani      | 1:05.27             | [ 2 ] [ 3 ] |
| LXXXIX   | 2007-08 | Àlex Villaecija Garcia             | CN Sant Andreu                     | 55.91                              | Carla Campo Casajús     | CN Terrassa         | 1:02.73             | [ 2 ] [ 3 ] |
| XC       | 2008-09 | Joaquín Belza                      | CN Barcelona                       | 53.60                              | Carla Campo Casajús     | CN Terrassa         | 1:05.57             | [ 2 ] [ 3 ] |
| XCI      | 2009-10 | Joaquín Belza                      | CN Barcelona                       | 56.59                              | Judit Ignacio           | CN Sabadell         | 1:02.31             | [ 2 ] [ 3 ] |
| XCII     | 2010-11 | Àlex Sánchez García                | CN Sabadell                        | 57.47                              | Carla Campo Casajús     | CN Terrassa         | 1:02.68             | [ 2 ] [ 3 ] |
| XCIII    | 2011-12 | Carlos Leñador Rivas               | CN Sabadell                        | 56.33                              | Judit Ignacio           | CN Sabadell         | 1:00.77             | [ 2 ] [ 3 ] |
| XCIV     | 2012-13 | Albert Puig Garrich                | CN Terrassa                        | 55.22                              | Judit Ignacio           | CN Sabadell         | 1:02.11             | [ 2 ] [ 3 ] |
| XCV      | 2013-14 | Cristian Vásquez                   | CN Banyoles                        | 57.02                              | Judit Ignacio           | CN Sabadell         | 1:00.34             | [ 2 ] [ 3 ] |
| XCVI     | 2014-15 | Konrad Cerniak                     | CN Sabadell                        | 53.49                              | Judit Ignacio           | CN Sabadell         | 1:01.43             | [ 2 ] [ 3 ] |
| XCVII    | 2015-16 | Albert Puig Garrich                | CN Terrassa                        | 54.26                              | Carla Campo Casajús     | CN Terrassa         | 1:02.55             | [ 2 ] [ 3 ] |
| XCVIII   | 2016-17 | Esnáider Rey Reales                | CN Terrassa                        | 55.90                              | Lidón Muñoz             | CN Sant Andreu      | 1:01.00             | [ 2 ] [ 3 ] |
| XCIX     | 2017-18 | Àlex Ramos Fernández               | CN Sant Andreu                     | 54.39                              | Judit Ignacio           | CN Sabadell         | 1:00.91             | [ 2 ] [ 3 ] |
| C        | 2018-19 | Alberto Lozano Mateos              | CN Sant Andreu                     | 54.54                              | Lidón Muñoz             | CN Sant Andreu      | 1:01.26             | [ 2 ] [ 3 ] |
| CI       | 2019-20 | Alberto Lozano Mateos              | CE Mediterrani                     | 54.78                              | Lidón Muñoz             | CN Sant Andreu      | 1:00.96             | [ 2 ] [ 3 ] |
| CII      | 2020-21 | Mario Mollà Yanes                  | CN Terrassa                        | 54.11                              | Lidón Muñoz             | CN Sant Andreu      | 1:01.29             | [ 2 ] [ 3 ] |
| CIII     | 2021-22 | Mateo Francho Artal                | CE Mediterrani                     | 56.28                              | Júlia Pujadas Rusiñol   | CN Sant Andreu      | 1:03.75             | [ 2 ] [ 3 ] |
| CIV      | 2022-23 | Adrià González Rodríguez           | CN Sant Feliu                      | 55.74                              | Alba Guillamón Novo     | CN Sant Andreu      | 1:01.81             | [ 2 ] [ 3 ] |